# Antalya Cup
Antalya Cup (Кубок Антальи) — товарищеский турнир, который проводится с 2007 года в турецком городе Белек провинции Анталья в зимний период. Действующий победитель — молодёжная сборная Словакии до 21 года (2021 год).

## Участники
В 2021 году участниками турнира стали шесть молодёжных сборных:
- Болгария (до 21)
- Словакия (до 21)
- Северная Македония (до 21)
- Казахстан (до 21)
- Украина (до 21)
- Узбекистан (до 21)

## История

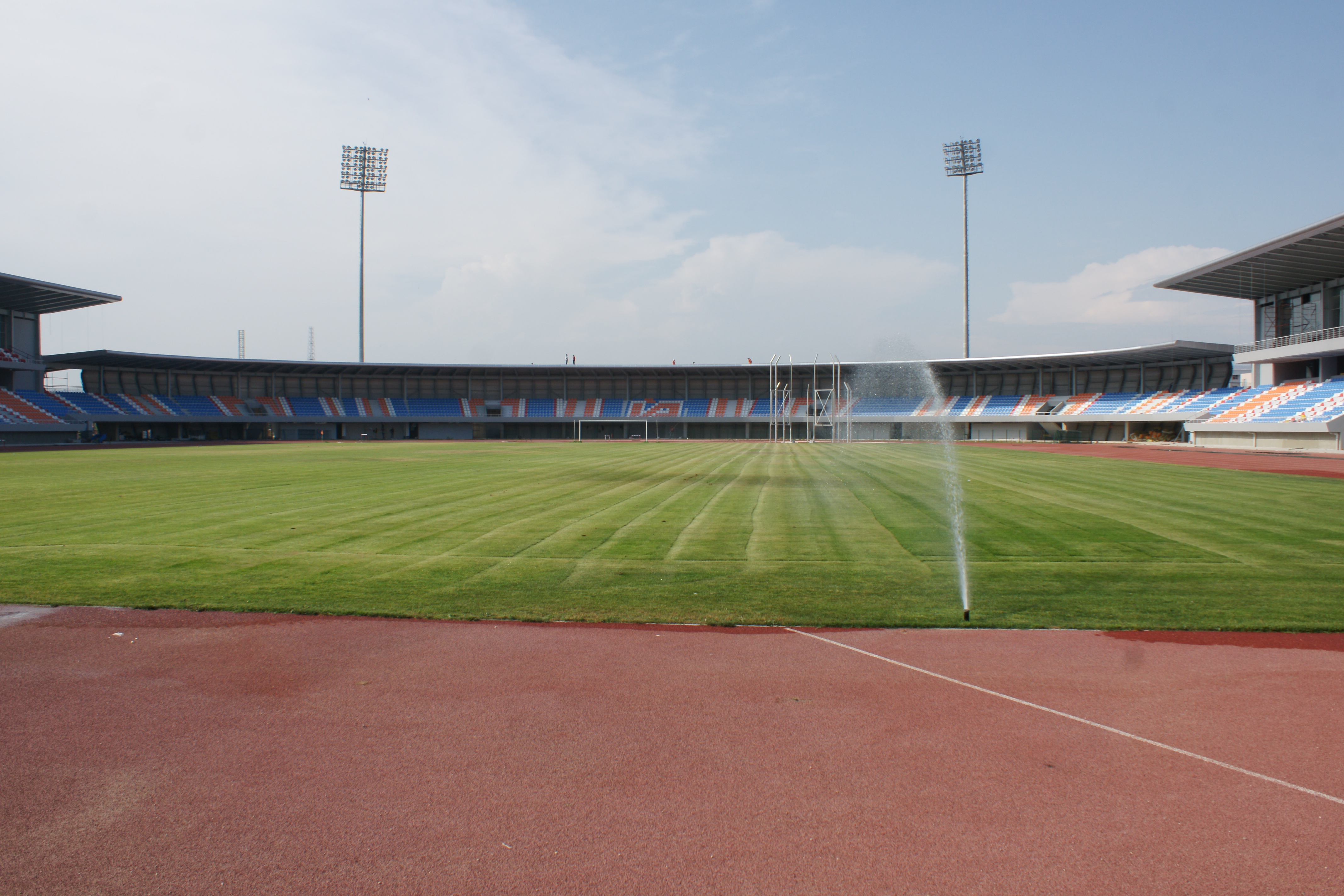
Турнир 2014 года проводился на Стадионе Университета Акдениз

Турниры в зимнее время года (обычно в январе) проводятся в Белеке (Анталия), на юге Турции, из-за хороших погодных условий в целях подготовки команд ко второй половине сезона. Ранее в Анталье с этой же целью проводились различные клубные турниры Gazi Cup (1999—2003) и EFES Pilsen Cup (2002—2007).
Впервые розыгрыш Antalya Cup состоялся в 2007 году между четырьмя клубами — минским «Динамо», нидерландским «АДО Ден Хааг», немецким «Энерги» и турецким «Фенербахче». Первым победителем турнира стал «Фенербахче», обыгравший в финале «Энерги» (0:0, 4:3 по пенальти). Следующими победителями турнира становились — «Коньяспор» (2008), «Нюрнберг» (2009), «Гамбург» (2010), «Айнтрахт» (2011) и «Клуж» (2012).
В 2014 году спонсором турнира выступила авиакомпания Turkish Airlines. Финальный матч прошёл на Стадионе Университета Акдениз, в котором «Галатасарай» в серии пенальти был сильнее шотландского «Селтика». Матчи турнира транслировал турецкий Kanal D.
В период с 2007 по 2014 год турнир проводился между клубами по олимпийской системе, начиная с полуфинала. С 2015 года Antalya Cup разыгрывается между молодёжными сборными до 21 года по групповой схеме. Первым победителем среди молодёжным команд стала команда Украины в 2015 году. В 2019 году турнир во второй раз выиграла Украина, передавшая свой приз в размере 3 тысяч евро центру социально-психологической реабилитации детей в Запорожье. В 2020 году турнир не проводился из-за пандемии COVID-19.
В 2021 году матчи турнира проводятся на стадионах отелей «Астерия Кремлин» и «Беллис».

## Победители

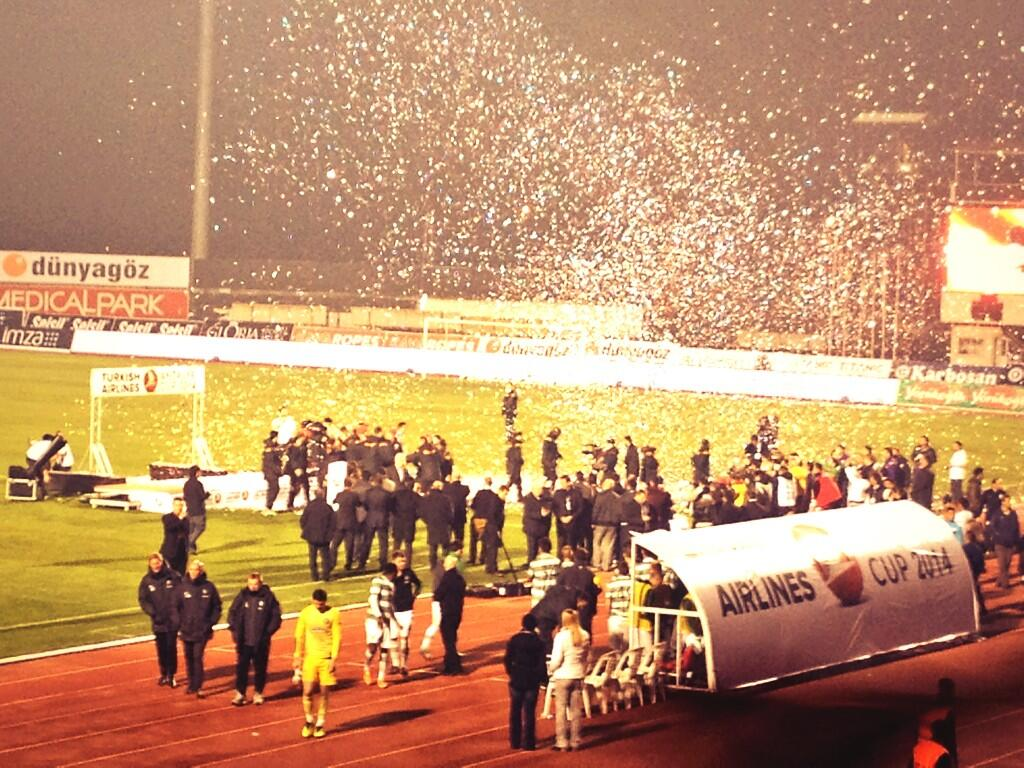
Финал турнира 2014 года

| Год  | Победитель          | 2-е место        | 3-е место                  | 4-е место          |
| ---- | ------------------- | ---------------- | -------------------------- | ------------------ |
| 2007 | Фенербахче          | Энерги           | АДО Ден Хааг               | Динамо (Минск)     |
| 2008 | Коньяспор           | Бурсаспор        | Сивасспор                  | Денизлиспор        |
| 2009 | Нюрнберг            | Херенвен         | Трабзанспор                | Антальяспор        |
| 2010 | Гамбург             | Коньяспор        | Бешикташ                   | Витесс             |
| 2011 | Айнтрахт            | Кёльн            | Антальяспор                | Пересполис         |
| 2012 | Клуж                | Жилина           | Црвена звезда              | Литекс             |
| 2014 | Галатасарай         | Селтик           | Аякс                       | Трабзанспор        |
| 2015 | Украина (до 21)     | Иран (до 21)     |                            |                    |
| 2016 | Азербайджан (до 21) | Украина (до 21)  |                            |                    |
| 2019 | Украина (до 21)     | Литва (до 21)    | Эстония (до 21)            |                    |
| 2021 | Словакия (до 21)    | Болгария (до 21) | Северная Македония (до 21) | Узбекистан (до 21) |

## Победители по странам
| Побед | Страна      |
| ----- | ----------- |
| 3     | Турция      |
| 3     | Германия    |
| 2     | Украина     |
| 1     | Румыния     |
| 1     | Азербайджан |
| 1     | Словакия    |